# 한빈 (독립운동가)
한빈(韓斌, 1901년~?)은 한국의 독립운동가이다.

## 생애
1901년, 대한제국 함경북도 경원에서 태어났으며, 이후 블라디보스토크로 이주했다.
소련공산청년동맹에 들어간 후 사회과학연구회의를 조직 및 1923년에 박윤세(朴允世) 등과 함께 고려공산청년동맹 간도총국을 결성했다.
1926년에는 양명(梁明) 등 10여 명과 레닌주의동맹을 결성했으며, 1929년 5월 에는 조선공산당재조직 중앙간부를 조직하고 블라디보스토크에서의 연락임무를 담당했다.
1930년 3월, 일경에 붙잡혀 6년 동안 복역한 그는 출감한 이후 김원봉(金元鳳)이 주도하던 조선민족혁명당에 가입했다. 이후에도 조선청년전위동맹 등을 결성하거나 조선의용대간부훈련반의 교사로 활동했으며, 1942년 7월에 화북조선독립동맹이 결성되자 중앙집행위원 및 부주석을 맡았다.
광복을 맞이하자 조선독립동맹 부위원장으로 국내에 귀국했으며, 조선독립동맹 경성특별위원회를 결성했다. 1946년 2월에는 조선신민당 부위원장을 맡았으며, 조선민주주의인민공화국에서 1956년에 일어난 연안파 숙청에 의해국립도서관 관장으로 좌천되었다.